# Robin Dunne
Robin Dunne (Toronto, 19 novembre 1976) è un attore canadese.

## Biografia
Nato a Toronto in Canada ha studiato presso la Etobicoke School of the Arts, dove ha accumulato una lunga esperienza in ambito recitativo. Nel 2002 si è sposato con l'attrice Heidi Lenhart, dalla quale ha in seguito divorziato.

## Carriera
La carriera dell'attore inizia nel 1994 recitando in un ruolo minore nel film per la televisione Against Their Will: Women in Prison con protagonisti Judith Light e Stacy Keach. Sempre nello stesso anno entra a far parte del cast della serie televisiva Side Effects nel ruolo ricorrente di Matthew Barkin. Reciterà in questa serie fino all'anno successivo, per un totale di cinque episodi.
Dopo essere apparso soprattutto come guest star in film e serie televisive, nel 1998 partecipa a due film in ruoli importanti: in Il grande colpo recita nel ruolo di Gump, mentre in College femminile recita nel ruolo di Todd Winslow. Sempre nello stesso anno ottiene un ruolo importante nella serie televisiva Little Men in cui reciterà fino al 1999 per un totale di sei episodi. Terminata la sua esperienza in Little Men recita nel ruolo di A.J. Moller in quattro episodi di Dawson's Creek.
Nel 2000 ottiene il suo primo ruolo da protagonista nel film Cruel Intentions 2, prequel di Cruel Intentions - Prima regola non innamorarsi, e l'anno seguente partecipa al film Au Pair II, sequel di Matrimonio per papà.
Nel 2002 Robin ottiene tre ruoli di rilievo in altrettante produzioni: partecipa nel ruolo di Alex alla serie televisiva di breve durata della UPN As If, recita nel ruolo del protagonista Ryan Sommers nel film The Skulls II (sequel di The Skulls - I teschi) e recita accanto a Mila Kunis nel film American Psycho 2.
Nel 2005 ottiene il ruolo di Ray nel film Just Friends - Solo amici di Roger Kumble in cui recita accanto a Ryan Reynolds e Amy Smart.
Nel 2007 ottiene il ruolo per cui è maggiormente conosciuto dal grande pubblico, quello del dottor Will Zimmerman nella serie televisiva Sanctuary. Inizialmente nata come webserie composta da otto episodi, dopo il successo Syfy iniziò a produrne una vera e propria serie televisiva, di cui sono andate in onda fino al 2011 quattro stagioni. Il 21 maggio 2012 la serie è stata infine cancellata.
Nel 2009 è protagonista nel film per la Tv Robin Hood - Il segreto della foresta di Sherwood (Beyond Sherwood Forest), regia di Peter DeLuise con Erica Durance nel ruolo di Lady Marion

## Filmografia

### Cinema
- Jungleground, regia di Don Allan (1995)
- Il grande colpo, regia di Kirk Wong (1998)
- College femminile, regia di Sarah Kernochan (1998)
- Teenage Space Vampires, regia di Martin Wood (1999)
- Cruel Intentions 2: Non illudersi mai, regia di Roger Kumble (2000)
- Borderline Normal, regia di Jeff Beesley (2001)
- The Skulls II, regia di Joe Chappelle (2002)
- American Psycho II, regia di Morgan J. Freeman (2002)
- La Confraternita, regia di Sidney J. Furie (2002)
- The Snow Walker, regia di Charles Martin Smith (2003)
- Just Friends - Solo amici, regia di Roger Kumble (2005)
- Jack e Jill, regia di Vanessa Parise (2008)
- Space Milkshake, regia di Armen Evrensel (2012)
- 3 Days in Havana, regia di Gil Bellows e Tony Pantages (2013)
- Torment, regia di Jordan Barker (2013)
- Supercollider, regia di Jeffery Scott Lando (2013)
- A.R.C.H.I.E. - Un robot a quattro zampe, regia di Robin Dunne (2016)
- The Adventure Club, regia di Geoff Anderson (2017)
- Devil in the Dark, regia di Tim Brown (2017)
- John Lives Again, regia di Anthony Furey (2017)
- A.R.C.H.I.E. 2: Mission Impawsible, regia di Robin Dunne (2018)
- Altered Skin, regia di Adnan Ahmed (2019)
- La doppia faccia del mio passato (His Fatal Fixation), regia di Stuart Acher (2020)

### Televisione
- Il carcere dell'ingiustizia, regia di Karen Arthur - Film TV (1994)
- La strada per Avonlea - Serie TV - episodio 6x03 (1995)
- Love and Betrayal: The Mia Farrow Story, regia di Karen Arthur - Film TV (1995)
- Brothers' Destiny, regia di Dean Hamilton - Film TV (1995)
- Side Effects - serie TV - 5 episodi (1994-95)
- My Life as a Dog - serie TV - episodio 1x05 (1995)
- Kung fu - La leggenda - serie TV - episodio 4x09 (1996)
- Sinbad - serie TV - episodi 1x01 e 1x02 (1996)
- The Adventures of Shirley Holmes - serie TV - episodio 1x02 (1997)
- Psi Factor - serie TV - episodio 1x13 (1997)
- Ready or not - serie TV - episodio 4x13 (1997)
- Shelby Woo, indagini al computer - serie TV - episodio 4x06 (1998)
- Little Men - serie TV - 26 episodi (1998-1999)
- Dawson's Creek - serie TV - 4 episodi (1999-2000)
- Un ragazzo contro (Trapped in a Purple Haze), regia di Eric Laneuville - Film TV (2000)
- The Wandering Soul Murders, regia di Brad Turner - Film TV (2001)
- A Colder Kind of Death, regia di Brad Turner - Film TV (2001)
- Jewel: Tutto per mia figlia, regia di Paul Shapiro - Film TV (2001)
- Matrimonio per papà 2, regia di Mark Griffiths - Film TV (2001)
- Piccoli delitti tra amici (Class Warfare), regia di Richard Shepard - Film TV (2001)
- As If - serie TV - 7 episodi (2002)
- Roughing It, regia di Charles Martin Smith - film TV (2002)
- Hemingway vs. Callaghan, regia di Michael DeCarlo - Film TV (2003)
- Dead Like Me - serie TV, episodi 2x08 e 2x09 (2004)
- Species III - Specie mortale III, regia di Brad Turner - Film TV (2004)
- Code Breakers, regia di Rod Holcomb - Film TV (2005)
- CSI: Miami - serie TV - episodio 4x19 (2006)
- The Dark Room, regia di Bruce McDonald - Film TV (2007)
- NCIS - Unità anticrimine - serie TV, episodio 5x03 (2007)
- Sanctuary - Mini serie TV - 8 episodi (2007)
- Robin Hood - Il segreto della foresta di Sherwood, regia di Peter DeLuise - Film TV (2009)
- Sanctuary – serie TV, 58 episodi (2008-2011)
- Scarecrow, regia di Sheldon Wilson, Film TV (2013)
- Il destino di Cassie (The Good Witch's Destiny), regia di Craig Pryce - Film TV (2013)
- 12 alberi di Natale (Twelve Trees of Christmas), regia di Harvey Crossland – film TV (2013)
- Relationsh*t - serie TV - 5 episodi - (2014)
- Defiance - serie TV - 5 episodi - (2014)
- Babbo Natale segreto, regia di Harvey Crossland - Film TV (2015)
- Asteroid: Final Impact, regia di Jason Bourque - Film TV (2015)
- I misteri di Aurora Teagarden - Il club dei delitti irrisolti, regia di Martin Wood - Film TV (2015)
- Sound of Christmas, regia di Harvey Crossland - Film TV (2016)
- Inhuman Condition - serie TV - 10 episodi - (2016)
- I misteri di Murdoch - serie TV - episodi 10x18,11x01 (2017)
- Welcome to Nowhere, regia di Robin Dunne - Film TV (2018)
- I misteri di Aurora Teagarden - L'ultima scena, regia di Martin Wood - Film TV (2018)
- The Christmas Temp, regia di Bill Corcoran - Film TV (2019)
- A Christmas Crush, regia di Marita Grabiak - Film TV (2019)
- New Year's Kiss, regia di David Langlois - Film TV (2019)
- Lo chalet dell'amore, (The Christmas Chalet), regia di Jennifer Gibson - film TV (2019)
- Hudson & Rex, serie TV, episodio 2x03 (2019)
- October Faction - serie TV - 5 episodi - (2020)
- Christmas Movie Magic, regia di Robert Vaughn - Film TV (2021)
- The Enchanted Christmas Cake, regia di Robert Vaughn - Film TV (2021)
- Private Eyes, serie TV, episodio 5x02 (2021)
- La coppia perfetta (Love's Match), regia di Virginia Abramovich - Film TV (2021)
- Natale a lume di candela, regia di Robert Vaughn - Film TV (2022)
- Natale a Mistletoe Lake, (Christmas on Mistletoe Lake), regia di Robin Dunne - Film TV (2022)
- Making Scents of Love, regia di Robin Dunne - Film TV (2023)
- My Christmas Hero, regia di Martin Wood - Film TV (2023)

## Doppiatori italiani
Nelle versioni in italiano delle opere in cui ha recitato, Robin Dunne è stato doppiato da:
- Simone D'Andrea in The Skulls II, Robin Hood - Il segreto della foresta di Sherwood
- Francesco Pezzulli in Species III - Specie mortale III, Sanctuary
- Corrado Conforti ne Il grande colpo
- Francesco Bulckaen in Dawson's Creek
- Fabrizio Manfredi in Cruel Intentions 2: Non illudersi mai
- Nanni Baldini in Matrimonio per papà 2
- Alessio Puccio in Just Friends - Solo amici
- Davide Albano ne I misteri di Aurora Teagarden
- Emiliano Reggente in October Faction
- Roberto Certomà in Private Eyes
- Omar Vitelli in Natale a lume di candela[4]